# Josip Lendovšek
Josip Lendovšek (* 17. März 1854 in Ceste bei Rohitsch; † 19. September 1895 in Sternberg am Wörther See) war ein slowenischer Philologe und Lehrer.
Der Bruder des Schriftstellers Mihael Lendovšek studierte von 1875 bis 1879 an der Universität Graz Pädagogik, Germanistik und Slawistik. Ab 1881 war er in Graz im Schuldienst. Ab 1884 wirkte er in Villach. Hier war er Mitbegründer des Schulvereins Cyrill und Method. Außerdem war er Mitarbeiter der in Klagenfurt erscheinenden Zeitung Mir. Er machte sich verdient um die Einführung des Slowenischunterrichtes an den Gymnasien in Villach und Klagenfurt und veröffentlichte mehrere Lehrbücher.

## Schriften
- Slovenisches Elementarbuch für Mittelschulen und Lehrerbildungsanstalten, 1890, 2. Auflage 1906.
- Kurze methodische Anleitung zum Unterrichte der slowenischen Sprache, 1890.
- Slovenisches Lesebuch für Deutsche an Mittelschulen und Lehrerbildungsanstalten, hiezu ein slovenisch-deutsches Wörterbuch, 1897.